# Bel Ombre (Seychelles)
Pour les articles homonymes, voir Bel Ombre.
Bel Ombre est un district des Seychelles de l'île de Mahé.

## Géographie

### Démographie
Le district de Bel Ombre couvre 9,2 km2 et compte 3 538 habitants (2002).